# Elsie Reford
Pour les articles homonymes, voir Reford.
Elsie Reford, née le 22 janvier 1872 à Perth (Ontario, Canada), sous le nom de Meighen, et morte le 8 novembre 1967 à Montréal (Québec) est une philanthrope et fondatrice des Jardins de Métis situés à Grand-Métis, dans la région du Bas-Saint-Laurent au Québec. Elle est issue de la grande bourgeoisie anglophone conservatrice montréalaise.

## Biographie
Elsie Reford, née Mary Elsie Stephen Meighen, grandit à Montréal. Elle est la deuxième de trois enfants de Robert Meighen (né en 1837 en Irlande) et Elsie Stephen, d'une famille fortunée, qui se sont mariés en 1868. Son père est un homme d'affaires et un industriel, président de la Lake of the Woods Milling Company, la plus importante entreprise de moulins à farine de l’Empire britannique, productrice de la farine Five Roses. Sa mère est la sœur de George Stephen, un baron du chemin de fer, dirigeant du Canadien Pacifique et futur Lord Mount Stephen. La famille arrive à Montréal en 1882. Robert Meighen se rapproche ainsi de son beau-frère pour qui il deviendra un associé important.
Après des études consacrées aux arts et la musique, Elsie quitte Montréal afin de poursuivre sa formation en Europe, à Dresde, en Allemagne, et à Paris. Elle parle couramment allemand et français à son retour.
Le 12 juin 1894, elle épouse Robert Wilson Reford héritier d’une entreprise prospère dans le secteur du transport maritime et de l'importation, la Robert Reford Company Limited, fondée par le père de Robert (qui portait le même nom), Robert Reford. Deux fils naissent de cette union : Bruce en 1895, qui deviendra militaire, et Eric en 1900, qui s'impliquera dans l'entreprise maritime des Reford. La famille partage alors son temps entre leur résidence sur la rue Drummond (aujourd'hui détruite) et la Maison de Beaurepaire, jusque vers 1907.
En 1900, le couple entreprend la construction d'une maison sur la rue Drummond dans le Mille carré doré, où il accueille les célébrités du monde de la culture et de la politique. Conçue par l'architecte Robert Findlay, arrivé d'Écosse, la demeure de style "anglaise" est richement décorée avec une des collections d’œuvres d’art parmi les plus réputées au Canada : la European art and Canadiana collections of Robert Wilson Reford. Passionnés de plein air, le couple passe plusieurs semaines par année dans une cabane de rondins de bois au Lac Cariboo (aujourd'hui Lac Taché), au sud de Rimouski, dans l'actuelle Réserve faunique de Rimouski. À l’automne, ils chassent l’orignal, le cerf, la perdrix et le canard. Ils y reviennent en hiver pour faire du ski et de la raquette. Elle pratique l’équitation et la pêche au saumon, des sports où elle excelle.

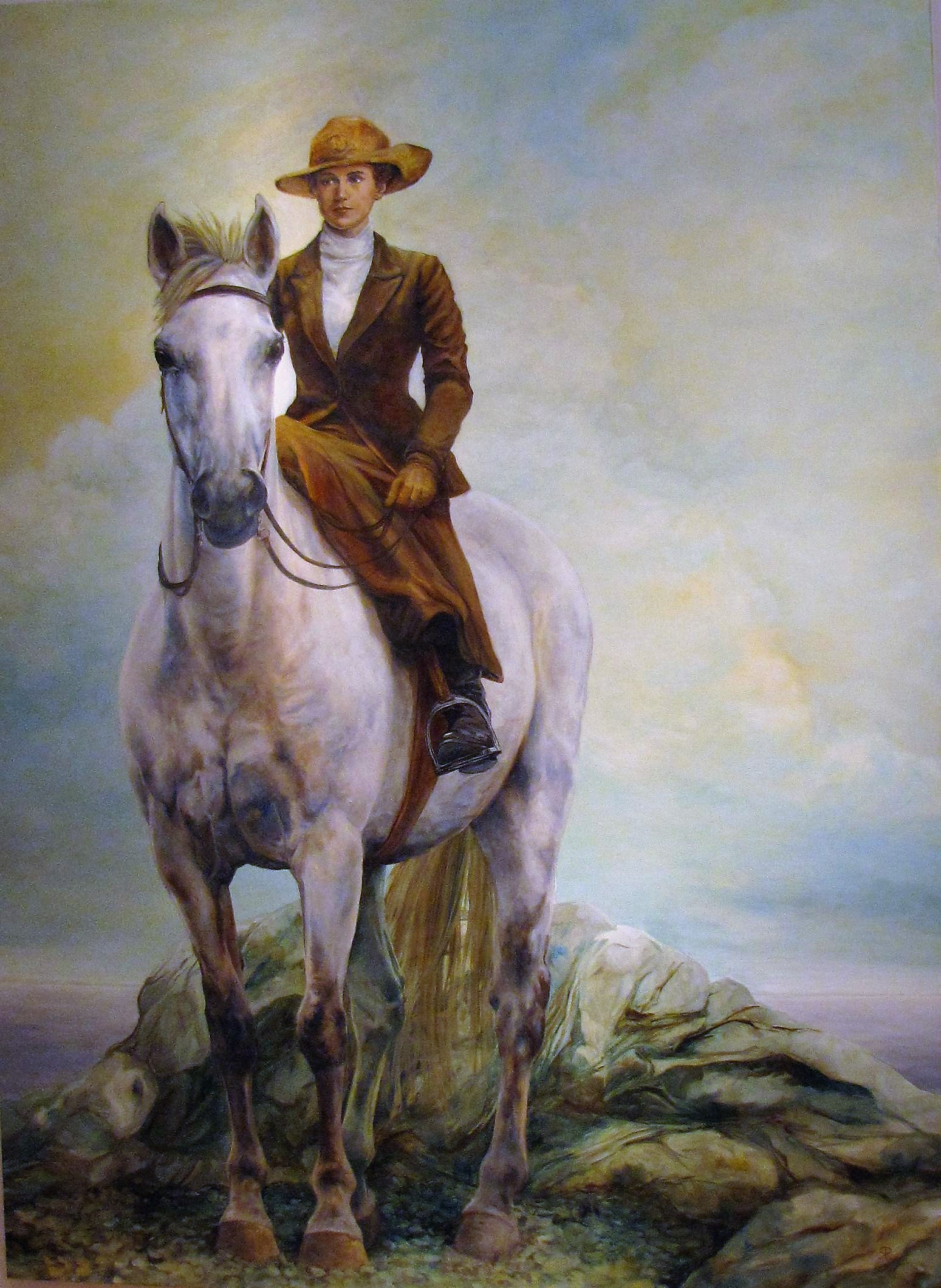
Cavalière
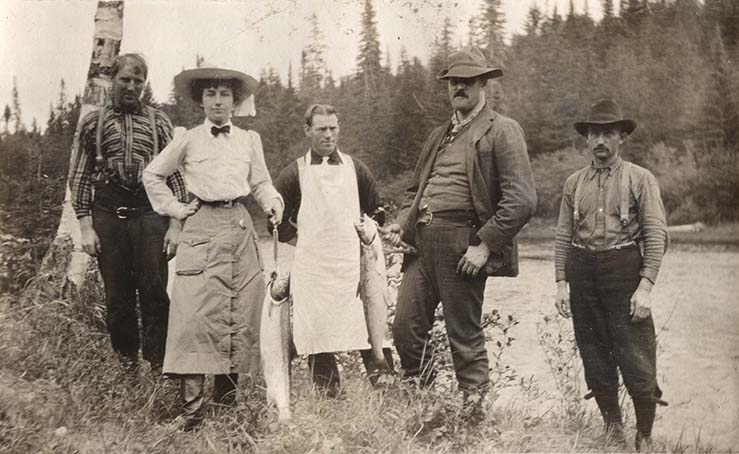
Pêche, rivière Tobique
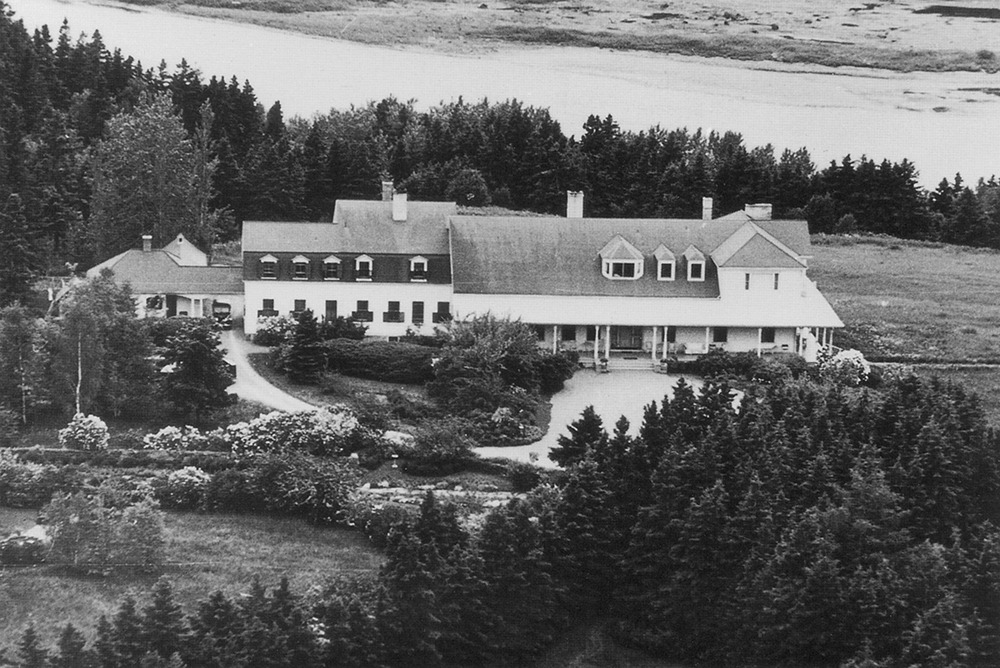
Villa Estevan
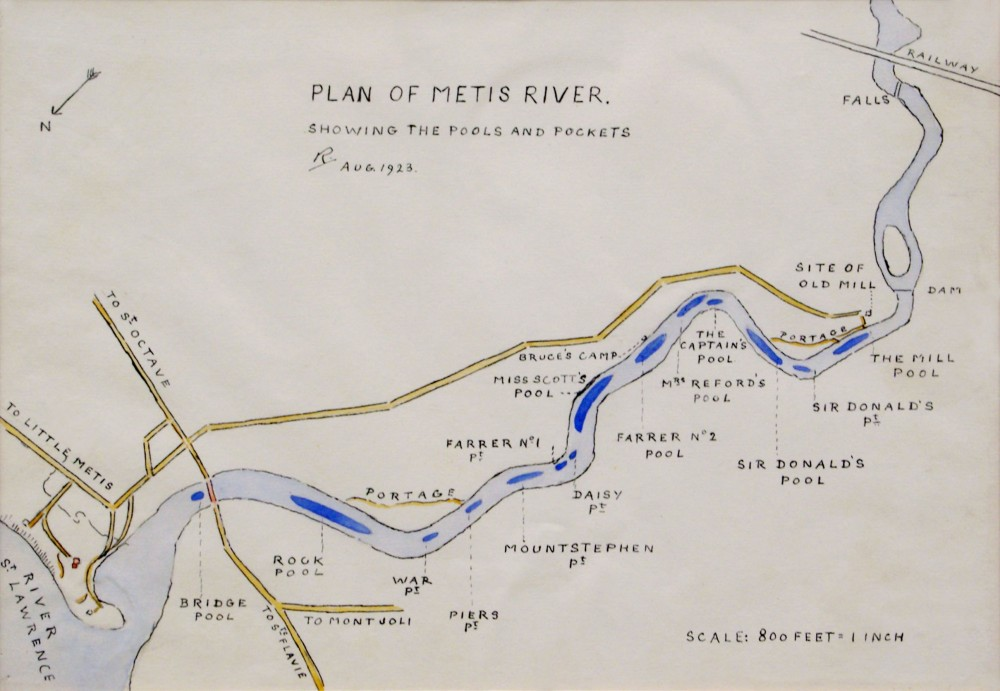
Rivière Mitis

## Séjours à la Villa Estevan
Grâce à son oncle, George Stephen, elle s'adonne à la pêche au saumon sur la rivière Mitis, où ce dernier a construit son camp de pêche, Estevan Lodge (Villa Estevan), sur un terrain qu'il avait acquis en 1886, situé à Grand-Métis. La Villa Estevan a une vue imprenable sur le fleuve Saint-Laurent et donne accès à plus de 4 kilomètres de fosses à saumons, le long de la rivière Mitis. Ayant quitté le Canada pour l’Angleterre, Stephen prête cette villa à Elsie Reford, pendant plusieurs étés et finalement lui en fait don en 1918.
Elsie et son mari Robert entreprennent d'agrandir la propriété qui comptera 37 pièces dont une chambre noire et un atelier de couture.
En 1951, Robert Reford meurt à Montréal. Elsie quitte la villa huit ans plus tard et la cède à son fils Bruce. Elle s'installera pour un temps en Alberta avant de revenir à Montréal où elle meurt en 1967. Elle repose au cimetière Mont-Royal.

## Implication sociale
Elsie Reford est connue pour son engagement civique, social et politique. Elle se consacre à des activités philanthropiques, en particulier pour le Montreal Maternity Hospital et est l’une des principales responsables de la création avec lady Drummond (Grace Julia Parker Drummond) du Women’s Canadian Club of Montreal, le premier club de femmes au Canada. Il est important, selon ses dires, que les femmes participent aux débats entourant les grands problèmes d’actualité d'une manière  « qui aille au-delà du simple bavardage ». Proche d'Albert Grey, gouverneur général du Canada de 1904 à 1911, elle collabore à l’organisation des fêtes du tricentenaire de Québec en 1908. Cet événement lui permet de nouer des liens avec la communauté canadienne-française.
Pendant la Première Guerre mondiale, elle rejoint ses deux fils en Angleterre et travaille comme bénévole au ministère de la Guerre où elle traduit des documents de l’allemand à l’anglais. À son retour à Montréal, après la guerre, elle soutient activement les infirmières de Victorian Order of Nurses, les œuvres du Montreal Council of Social Agencies et la National Association of Conservative Women.
En 1913, le sculpteur Louis-Philippe Hébert la choisit comme modèle pour son monument à Madeleine de Verchères. L'année suivante, elle se rend à Londres où ses fils sont mobilisés par la guerre. Contrainte d'y demeurer, elle agit comme traductrice de documents allemands pour le War Office.

## Le jardinage
En 1926, à l’âge de 54 ans, Elsie Reford est opérée de l’appendicite et pendant sa convalescence, son médecin lui déconseille l'équitation et notamment la pêche, car il craint qu’elle n’ait plus la force de regagner la rive. « Pourquoi ne pas vous mettre au jardinage! », lui propose-t-il, estimant sans doute qu’il s’agit là d’un passe-temps plus indiqué pour une convalescence d’un certain âge. Elsie entreprend d’élaborer les jardins autour de Estevan Lodge (Villa Estevan) et d’en superviser la construction. Il lui faut dix ans pour construire ce domaine couvrant plus de 20 hectares et formé de plusieurs jardins thématiques.
Elsie Reford devra surmonter de nombreuses difficultés pour mener à bien son projet. La première, ce sont les allergies qui la clouent au lit, parfois plusieurs jours. Le deuxième obstacle tient à la propriété elle-même. Estevan est avant tout un camp de pêche : le site a été choisi parce qu’il est proche d’une rivière à saumon et qu’il offre un point de vue spectaculaire, mais pas pour la qualité de ses sols.
Pour corriger les défauts de la nature, Elsie fabrique un terreau pour chacune des plantes qu’elle choisit, avec de la tourbe, de l'engrais et du sable qu’elle fait venir des fermes avoisinantes. Cet échange sourit aux agriculteurs locaux, confrontés aux difficultés de la Grande Dépression. Dès cette époque, les jardins créent de l’emploi dans une région où, aujourd’hui encore, le chômage est élevé. Le génie d’Elsie Reford comme horticultrice tient à la connaissance qu’elle a développé des besoins des plantes.
Elsie Reford n’est pas une architecte paysagiste et n’a jamais étudié la conception de jardins. Avec les années cependant, elle devient une spécialiste des plantes. Vers la fin de sa vie, elle est même en mesure de conseiller d’autres jardiniers et de publier des articles dans les revues de la Royal Horticultural Society de Londres et de la North American Lily Society.

## Postérité
Elsie Reford décède à Montréal le 8 novembre 1967 à 95 ans.
Ses jardins sont ouverts au public depuis 1962. Ils sont classés comme site patrimonial en vertu de la Loi sur le patrimoine culturel du Québec depuis 2012.
En tant que collectionneuse, elle sait apprécier l’art, mais elle n’a jamais prétendu être elle-même artiste. Sa collection a suscité l’intérêt des historiens de l’art et des collections canadiennes, surtout l’œuvre de La Madone aux fuseaux (Madonna of the Yarnwinder), parfois identifié comme la Reford Madonna, soit une œuvre maintenant reconnue comme ayant été faite par Léonard de Vinci et son atelier qu’elle possédait de 1928 jusqu’à sa vente en 1971.
Elsie Reford a fait l’objet de quelques articles et de livres écrits par Alexander Reford, son arrière-petit-fils, notamment Le Paradis d’Elsie et Elsie’s Paradise (Les Éditions de l'Homme, 2004) et Belles de Métis et Treasures of the Reford Gardens (Les Éditions de l'Homme, 2006). Elle a aussi fait l'objet d'un roman historique écrit par Pauline Gill.

## Reportages
Elle fut aussi l’objet de trois documentaires, le premier : Elsie Reford, Sa vie, son jardin, à la radio anglaise de Radio-Canada. CBC Radio a aussi diffusé Elsie’s Garden, dans la série Ideas, Histoires oubliées par Les Productions Vic Pelletier et Il était deux fois un jardin de Philippe Baylaucq.